# Semionotus
Semionotus ist eine ausgestorbene Knochenfischgattung die im unteren Mesozoikum in flachen Küstenregionen der Tethys vor kam. Die Gattung wurde 1843 durch den schweizerisch-amerikanischen Naturforscher Louis Agassiz aufgestellt und entwickelte sich in der Folgezeit zu einer Sammelgattung aller möglichen mesozoischen Strahlenflosser die oft schlecht präpariert, untersucht und diagnostiziert waren. Im Januar 2012 wurde die Gattung durch die Paläontologin Adriana López-Arbarello neu beschrieben.

## Merkmale
Semionotus-Arten waren mittelgroße Fische mit mäßig gestreckten Körpern. Ihr Kopf war länglich, die Schnauze spitz. Die Augen waren von einer ringförmigen, knöchernen Verstärkung umgeben. Die stiftförmigen Zähne hatten abgerundete Spitzen. Auf dem Rücken, vor der Rückenflosse, fand sich ein auffälliger Grat aus gekielten Schuppen. Die Rückenflosse war relativ groß, die weiter hinten stehende Afterflosse kleiner. Die heterocerke Schwanzflosse war leicht eingebuchtet. Die Flossenstrahlen des unteren, nicht durch die Wirbelsäule gestützten Lobus der Schwanzflosse, wurden von acht Lepidotrichia getragen. Die Schuppen waren rhombenförmige Ganoinschuppen.

## Systematik
Semionotus gehört zur Familie Semionotidae, die 1890 durch den britischen Paläontologen Arthur Smith Woodward aufgestellt wurde. Zu den Semionotidae zählen heute alle Taxa, die näher mit Semionotus bergeri als mit Callipurbeckia, Macrosemius, Lepidotes oder Lepisosteus verwandt sind. Damit ist Semionotus heute die einzige Gattung der Semionotidae, die basal zur Familie Callipurbeckiidae steht. Beide Taxa zusammen stehen in einem Schwestergruppenverhältnis zu den Macrosemiidae. Alle drei Familien bilden die Semionotiformes.